# A Luz Que Acende o Olhar
| Críticas profissionais | Críticas profissionais |
| Avaliações da crítica  | Avaliações da crítica  |
| Fonte                  | Avaliação              |
| ---------------------- | ---------------------- |
| CliqueMusic            | Desfavorável           |
| Sana Inside            | Desfavorável           |

A Luz Que Acende o Olhar é a primeira coletânea lançada pela cantora Deborah Blando em 2002. Trata-se de uma compilação com 8 sucessos da carreira da cantora e mais seis canções inéditas.

## Faixas
1. "A Luz que Acende o Olhar" (Falagiani, G. Bigazzi, Masini, Vrs. Dudu Falcão)
2. "Me Leva" 	(Kiko Zambianchi, Deborah Blando, Mark Goldenburg)
3. "Astronauta de Mármore" (David Bowie, Vrs. Theddy Corrêa, Vrs. Sady Homrich, Vrs. Carlos Stein)
4. "Sem Você" (Deborah Blando)
5. "Nunca é Tarde" (Tadeu Patola, Deborah Blando)
6. "Gota"	(André Gomes, Hanna Lima, Deborah Blando)
7. "Unicamente"  (Reppolho, Deborah Blando, Gordon Grody, Erich Batista, Camus Mare Celli, Andres Levien)
8. "Próprias Mentiras" 	(Deborah Blando, Marc Moreau)
9. "A Maçã"	(Paulo Coelho, Marcelo Motta, Raul Seixas)
10. "Boy" 	(Eddie Holland, Norman Whitfield)
11. "Decadence avec élégance" 	(Lobão, Vrs. Deborah Blando, Vrs. K. Haynes)
12. "Innocence" 	(Deborah Blando, Kit Haynes)
13. "Somente o Sol" (Graham Gouldman, Vrs. Dudu Falcão, Eric Stewart)
14. "Águias" (Deborah Blando)